# Cassafroneta forsteri
Cassafroneta forsteri là một loài nhện trong họ Linyphiidae.
Loài này thuộc chi Cassafroneta. Cassafroneta forsteri được A. David Blest miêu tả năm 1979.